# Grand Prix Formule 1 van Canada 2002
De Grand Prix Formule 1 van Canada 2002 werd gehouden op 9 juni 2002 op het Circuit Gilles Villeneuve in Montreal.

## Uitslag
| Positie | Nummer | Rijder                | Team               | Ronden | Tijd/Opgave     | Startplaats | Punten |
| ------- | ------ | --------------------- | ------------------ | ------ | --------------- | ----------- | ------ |
| 1       | 1      | Michael Schumacher    | Scuderia Ferrari   | 70     | 1:33:36.111     | 2           | 10     |
| 2       | 3      | David Coulthard       | McLaren - Mercedes | 70     | +1.132          | 8           | 6      |
| 3       | 2      | Rubens Barrichello    | Scuderia Ferrari   | 70     | +7.082          | 3           | 4      |
| 4       | 4      | Kimi Räikkönen        | McLaren - Mercedes | 70     | +37.563         | 5           | 3      |
| 5       | 9      | Giancarlo Fisichella  | Jordan-Honda       | 70     | +42.812         | 6           | 2      |
| 6       | 14     | Jarno Trulli          | Renault            | 70     | +48.947         | 10          | 1      |
| 7       | 5      | Ralf Schumacher       | Williams-BMW       | 70     | +51.518         | 4           |        |
| 8       | 12     | Olivier Panis         | BAR-Honda          | 69     | +1 Ronde        | 11          |        |
| 9       | 8      | Felipe Massa          | Sauber - Petronas  | 69     | +1 Ronde        | 12          |        |
| 10      | 10     | Takuma Sato           | Jordan-Honda       | 69     | +1 Ronde        | 15          |        |
| 11      | 23     | Mark Webber           | Minardi - Asiatech | 69     | +1 Ronde        | 21          |        |
| 12      | 7      | Nick Heidfeld         | Sauber - Petronas  | 69     | +1 Ronde        | 7           |        |
| 13      | 20     | Heinz-Harald Frentzen | Arrows - Cosworth  | 69     | +1 Ronde        | 19          |        |
| 14      | 22     | Alex Yoong            | Minardi - Asiatech | 68     | +2 Rondes       | 22          |        |
| 15      | 15     | Jenson Button         | Renault            | 65     | Versnellingsbak | 13          |        |
| Ret     | 6      | Juan Pablo Montoya    | Williams-BMW       | 56     | Motor           | 1           |        |
| Ret     | 25     | Allan McNish          | Toyota             | 45     | Gespind         | 20          |        |
| Ret     | 16     | Eddie Irvine          | Jaguar Racing      | 41     | Oververhitting  | 14          |        |
| Ret     | 24     | Mika Salo             | Toyota             | 41     | Remmen          | 18          |        |
| Ret     | 17     | Pedro de la Rosa      | Jaguar Racing      | 29     | Versnellingsbak | 16          |        |
| Ret     | 21     | Enrique Bernoldi      | Arrows - Cosworth  | 16     | Wielophanging   | 17          |        |
| Ret     | 11     | Jacques Villeneuve    | BAR-Honda          | 8      | Oliedruk        | 9           |        |

## Wetenswaardigheden
- Ferrari behaalde haar 150ste overwinning.
- Dit was de tweede van vier races in 2002 die in de Verenigde Staten werd uitgezonden op ABC Sports, de anderen waren de Grands Prix van Monaco, Italië en de Verenigde Staten.

## Statistieken
| Snelste ronde | Juan Pablo Montoya | Williams-BMW | 1:15.960 |

## Noot
- Dit was de honderdste Grand Prix-start voor Mika Salo. Hiermee was Salo de 49ste coureur die minstens 100 Grands Prix had gereden.
- Tiende opeenvolgende podiumplaats voor Michael Schumacher en hiermee vestigde hij een nieuw record. Hij verbrak het oude record van Alberto Ascari (9), gevestigd tijdens de Grote Prijs van België van 1953.
- Michael Schumacher breidde zijn record uit door de Grote Prijs van Canada voor de vijfde keer te winnen (eerdere overwinningen waren in 1994, 1997, 1998 en 2000).

1967 · 1968 · 1969 · 1970 · 1971 · 1972 · 1973 · 1974 · 1976 · 1977 · 1978 · 1979 · 1980 · 1981 · 1982 · 1983 · 1984 · 1985 · 1986 · 1988 · 1989 · 1990 · 1991 · 1992 · 1993 · 1994 · 1995 · 1996 · 1997 · 1998 · 1999 · 2000 · 2001 · 2002 · 2003 · 2004 · 2005 · 2006 · 2007 · 2008 · 2010 · 2011 · 2012 · 2013 · 2014 · 2015 · 2016 · 2017 · 2018 · 2019 · 2022 · 2023 · 2024 · 2025 · 2026 · 2027 · 2028 · 2029